# Сезон ФК «Дніпро» (Дніпропетровськ) 2003—2004
Сезон ФК «Дніпро» (Дніпропетровськ) 2003—2004 — 13-ий сезон футбольного клубу «Дніпро» у футбольних змаганнях України. Команда бере п'яті бронзові нагороди Чемпіонату, програє втретє у фіналі Кубка «Шахтарю» і доходить до 1/16 фіналу Кубка УЄФА.

## Склад команди
| № | Поз. | Нац.    | Гравець               |
| - | ---- | ------- | --------------------- |
|   | ВР   | Україна | В'ячеслав Кернозенко  |
|   | ВР   | Україна | Артем Куслій          |
|   | ВР   | Україна | Микола Медін          |
|   | ЗХ   | Україна | Володимир Єзерський   |
|   | ЗХ   | Україна | Віталій Лисицький     |
|   | ЗХ   | Україна | Сергій Матюхін        |
|   | ЗХ   | Україна | Олександр Поклонський |
|   | ЗХ   | Україна | Олександр Радченко    |
|   | ЗХ   | Україна | Андрій Русол          |
|   | ПЗ   | Україна | Олександр Грицай      |
|   | ПЗ   | Україна | Андрій Зубченко       |
|   | ПЗ   | Україна | Руслан Костишин       |

| № | Поз. | Нац.    | Гравець             |
| - | ---- | ------- | ------------------- |
|   | ПЗ   | Україна | Роман Максимюк      |
|   | ПЗ   | Україна | Дмитро Михайленко   |
|   | ПЗ   | Україна | Геннадій Мороз      |
|   | ПЗ   | Україна | Сергій Назаренко    |
|   | ПЗ   | Молдова | Александру Поповічі |
|   | ПЗ   | Україна | Олександр Рикун     |
|   | ПЗ   | Україна | Руслан Ротань       |
|   | ПЗ   | Україна | Олег Шелаєв         |
|   | НП   | Україна | Олег Венглинський   |
|   | НП   | Україна | Олександр Мелащенко |
|   | НП   | Україна | Сергій Мотуз        |
|   | НП   | Україна | Дмитро Семочко      |

## Чемпіонат України

### Календар чемпіонату України
| Тур | Команда                | Рахунок     | Тур | Команда                | Рахунок     | Тур | Команда                | Рахунок     |
| --- | ---------------------- | ----------- | --- | ---------------------- | ----------- | --- | ---------------------- | ----------- |
| 1   | «Борисфен» (Бориспіль) | 0:2Протокол | 11  | «Чорноморець»          | 2:1Протокол | 21  | «Волинь»               | 2:2Протокол |
| 2   | «Карпати»              | 4:1Протокол | 12  | «Арсенал»              | 0:0Протокол | 22  | «Таврія»               | 3:1Протокол |
| 3   | «Зірка»                | 0:3Протокол | 13  | «Кривбас»              | 1:2Протокол | 23  | «Ворскла»              | 0:2Протокол |
| 4   | «Оболонь»              | 1:0Протокол | 14  | «Шахтар»               | 1:1Протокол | 24  | «Металург» (Донецьк)   | 0:0Протокол |
| 5   | «Динамо»               | 2:1Протокол | 15  | «Металург» (Запоріжжя) | 0:0Протокол | 25  | «Іллічівець»           | 3:1Протокол |
| 6   | «Іллічівець»           | 2:0Протокол | 16  | «Металург» (Запоріжжя) | 0:0Протокол | 26  | «Динамо»               | 1:0Протокол |
| 7   | «Металург» (Донецьк)   | 3:1Протокол | 17  | «Шахтар»               | 1:0Протокол | 27  | «Оболонь»              | 2:2Протокол |
| 8   | «Ворскла»              | 2:1Протокол | 18  | «Кривбас»              | 2:1Протокол | 28  | «Зірка»                | 1:0Протокол |
| 9   | «Таврія»               | 0:2Протокол | 19  | «Арсенал»              | 1:1Протокол | 29  | «Карпати»              | 0:0Протокол |
| 10  | «Волинь»               | 5:1Протокол | 20  | «Чорноморець»          | 1:0Протокол | 30  | «Борисфен» (Бориспіль) | 0:1Протокол |

Примітка

Блакитним кольором виділені домашні ігри.

### Турнірна таблиця
| Місце | Команда              | Ігор | В  | Н  | П | РМ    | Очок |
| ----- | -------------------- | ---- | -- | -- | - | ----- | ---- |
| 1     | «Динамо»             | 31   | 23 | 4  | 3 | 68-20 | 73   |
| 2     | «Шахтар»             | 31   | 22 | 4  | 4 | 62-19 | 70   |
| 3     | «Дніпро»             | 30   | 16 | 9  | 5 | 44-23 | 57   |
| 4     | «Металург» (Донецьк) | 30   | 14 | 10 | 6 | 51-34 | 52   |

## Кубок України

### Виступи
| Раунд       | Команда                    | Рахунок                 |
| ----------- | -------------------------- | ----------------------- |
| 1/32 фіналу | «Десна» (Чернігів)         | 2:0Протокол             |
| 1/16 фіналу | «Нафком-Академія» (Ірпінь) | 1:0Протокол             |
| 1/8 фіналу  | «Арсенал» (Київ)           | 3:0Протокол             |
| 1/4 фіналу  | «Таврія»                   | 4:1Протокол 2:1Протокол |
| 1/2 фіналу  | «Динамо»                   | 0:2Протокол 2:0Протокол |
| Фінал       | «Шахтар»                   | 0:2Протокол             |

## Кубок УЄФА

### Виступи
| Раунд                 | Команда             | ДМ  | ВМ  | Загальний рахунок |
| --------------------- | ------------------- | --- | --- | ----------------- |
| Кваліфікаційний раунд | «Вадуц»             | 1:0 | 0:1 | 2:0               |
| Перший раунд          | «Гамбург»           | 3:0 | 2:1 | 4:2               |
| Другий раунд          | «Динамо» (Загреб)   | 1:1 | 0:2 | 3:1               |
| 1/16 фіналу           | «Олімпік» (Марсель) | 0:0 | 1:0 | 0:1               |